# إبراهيم العسري
العسري إبراهيم عداء مغربي متخصص في مسافة 1500 متر، ولد في 16 فبراير 1996 بمدينة ناظورشمال المغرب. في 13 مارس 2010 حقق الميدالية الفضية لسباق 2000م حوجز في لبطولة العالم لألعاب القوى داخل الصالات. وقطع ال
عسري مسافة السباق في زمن قدره5 د و43 ث و96/ 100.ولعب أيضا في بطولة أقيمت بتركيا مسافة 3000 م قطعها في 08.18 . كما تالق أيضا في مكناس في مسافة 2000حواجز لعبها في 05.43,

## بدايته
سبق للعداء الواعد إبراهيم العسري أن لفت إليه أنظار المهمتين بأم الرياضات بالمغرب، إثر تألقه المستمر، وتطور مستواه بشكل تدريجي خلال مختلف المحطات التي يشارك فيها، مما جعل أبرز الأطر التقنية الوطنية في رياضة ألعاب القوى، ينبؤون بمستقبل زاهر للعداء الناظوري، الذي تحدى الصعاب خلال مراحله الأولى بجماعة العروي بإقليم الناظور، حيث بدأت أولى ملامح البطل تبرز، داخل مؤسسة تعليمية، ضمن منافسات البطولة المدرسية محليا وجهويا ووطنيا، رغم غياب البنيات التحتية الرياضية بالمنطقة، وانعدام التأطير الذي من شأنه أن يمد يد العون لمجموعة من المواهب التي تزخر بها المنطقة، ولولا العزيمة والطموح الكبير الذي تسلح بهما العداء إبراهيم العسري، لمواجهة كل الإكراهات التي وقفت حجرة عثرة في مساره الرياضي، لما كان اسمه الآن يذكر في الساحة الرياضية الوطنية، وتواجده على منصة التتويج في المحافل الوطنية والدولية

## أرقام شخصية
| المسابقة   | الرقم    | المكان       | السنة |
| ---------- | -------- | ------------ | ----- |
| 3000 متر   | 8:18.01  | مكناس        | 2012  |
| 2000 متر ح | 5:43.14  | تركيا        | 2013  |
| 5000 متر   | 14:03.11 | فاس          | 2013  |
| 10000 متر  | 29:58.61 | الدارالبيضاء | 2013  |

## إنجازاته
| المنافسة                   | السنة | المسابقة     | التوقيت | الرتبة      |
| -------------------------- | ----- | ------------ | ------- | ----------- |
| بطولة العالم لألعاب القوى  | 2012  | 1500 متر     | 3:44.02 | نصف النهائي |
| بطولة أفريقيا لألعاب القوى | 2013  | 1500 متر     | 3:47.06 | 2           |
| بطولة العالم للعدو الريفي  | 2013  | العدو الريفي | 12:00   | 13          |